# 土曜なにわ亭
『土曜なにわ亭』（どようなにわてい）は、1982年4月10日から1983年4月2日まで毎週土曜日12:20 - 12:44（JST）にNHK総合テレビジョンで放送されていたNHK大阪放送局制作の演芸番組である。
上方落語・上方漫才と歌を司会の浜村淳が紹介する。
次の番組が情報トーク番組『しゃべくりバラエティー 日本一』となり、ここでも毎回のテーマに即した寸劇は放送されているが、『モダン寄席』から20年にわたった本格的な上方の寄席形式の番組は2023年2月現在当番組が最後となっている。

## 出演者
- 浜村淳

## コーナー
- 勝手ですけどコンビをいびらせてもらいます
- 浜村淳の演技塾